# Agnano Terme
Agnano Terme conosciuta anche semplicemente come Agnano, è una frazione e zona di Napoli, che prende il nome dell'omonimo vulcano, dei Campi Flegrei, fa parte della X Municipalità e IX Municipalità, più specificatamente dei quartieri di Bagnoli, Fuorigrotta e Pianura.
Una piccola parte di Agnano rientra nel tenimento del comune di Pozzuoli (frazione Pisciarelli).

## Geografia fisica
Posto nell'estrema zona occidentale di Napoli, più precisamente nell'area vulcanica dei Campi Flegrei, in una zona collinare distaccata dai quartieri urbani e dal centro cittadino da cui dista circa 7 km, confina a nord con il quartiere di Pianura, a sud con il quartiere di Bagnoli, ad est con Fuorigrotta e ad ovest del confinante comune di Pozzuoli.

## Monumenti e luoghi d'interesse
- Ruderi delle antiche terme romane
- Stabilimento termale delle nuove terme di Agnano[2]
- L'ippodromo di Agnano che ha come corsa di cartello l'annuale Gran Premio Lotteria di Agnano. Occupa buona parte della piana prosciugata dell'originario lago
- Il polo delle scienze ingegneristiche dell'Università degli Studi di Napoli Federico II
- La grotta del Cane
- Il cratere degli Astroni con la sua oasi del WWF. Parte del cratere ricade all'interno della zona di Agnano.

Insieme al quartiere di Fuorigrotta Agnano è uno dei cuori del divertimento napoletano. Si trovano infatti in questa zona alcune delle più grandi discoteche di Napoli, una di queste risiede all'interno dell'ippodromo, una struttura che ospita anche grandi concerti. Inoltre, vi sono tra i maggiori centri sportivi come il famoso Campo Scarfoglio (oggi Green Sport) e tanti altri campi di calcio a 11, calcio a 5 e calcio a 8.
Per lungo tempo la conca è stata sede della base NSA (Base di appoggio) della Marina Statunitense, ora trasferita a Gricignano di Aversa.

## Infrastrutture e trasporti
La zona è servita dall'uscita omonima della Tangenziale di Napoli e da numerose linee urbane di autobus.

### Ferrovie
- La Stazione di Agnano, linea della ferrovia Cumana.
- La Stazione di Bagnoli-Agnano Terme, fermata ferroviaria e metropolitana del quartiere di Bagnoli, a meno di 3 km da Agnano.